# Рест, Крис
Крис Рест — американский гитарист, наиболее известный по своей работе с группами Rich Kids on LSD, Lagwagon, No Use for a Name. Он являлся единственным постоянным участником группы Rich Kids on LSD, с моммента её формирования, приняв участие в записи каждого альбома и каждом турне группы.

## Музыкальная карьера
Крис был участником-основателем хардкор-панк группы Rich Kids on LSD (RKL), сформированной в 1982. B и оставался в её составе, на протяжении всей её карьеры. За тридцать лет RKL издали четыре студийные и один «живой» альбом. В 1995 группа делает перерыв в карьере и Крис создает группу The Other с участником RKL Бомером Манзулло и барабанщиком Бозом Ривьерой, в 1997 году они издали единственный одноимённый альбом на Honest Don’s Records (дочернем предприятии, созданным Fat Wreck Chords) В этом же году Крис играл на гитаре в альбоме Buck Wild исполнителя Beat Me Silly. Так же в 1997-м Рест заменил гитариста Кена (Ken Stringfellow) в составе Lagwagon и брал участие в записи всех последующих релизов группы. Так же он содействовал, в качестве гитариста Rock the Plank в альбоме Mad Caddies и Likely Split — Hotbox’s 2001-го.
В 2002-м Рест заново собрал RKL с участниками классического состава Джейсоном Сирсом и Бомером Манцулло. Этот состав менялся на протяжении нескольких лет, тем не менее новый материал создавался и записывался. Планы группы нарушились, причиной тому стала смерть Джейсона Сирса в 2006-м году.
Крис Рест — так же участник группы King City, основанной в San Francisco.
В качестве гитариста Крис содействовал группе The Real McKenzies’s при записи альбома Off the Leash 2008-го, в этом же году он присоединился к группе No Use For a Name, сменив Дейва Нэсси (Dave Nassie) и оставался её участником до смерти фронтмена Тони Слая (Tony Sly) в 2012-м году, в 2009-м играл с группой District of Columbias и группе NOFX в альбоме Home Street Home: Original Songs from the Shit Musical 2015-го.